# Nascar Winston Cup Series 1977
Nascar Winston Cup Series 1977 var den 29:e upplagan av den främsta divisionen av professionell stockcarracing i USA sanktionerad av National Association for Stock Car Auto Racing.
Säsongen bestod av 30 race och inleddes 16 januari på Riverside International Raceway i Kalifornien och avslutades 20 november på Ontario Motor Speedway. Serien vanns av Cale Yarborough i en Chevrolet körande för Junior Johnson & Associates. Det var Yarboroughs andra av tre raka mästerskapstitlar. Chevrolet dominerade serien med 23 segrar och vann märkesmästerskapet för andra året i rad.

## Tävlingskalender
| Nr | Officiellt namn           | Bana                                                        | Datum        |
| -- | ------------------------- | ----------------------------------------------------------- | ------------ |
| 1  | Winston Western 500       | Riverside International Raceway, Riverside, Kalifornien     | 16 januari   |
| KV | 125 Mile Qualifying Races | Daytona International Speedway, Daytona Beach, Florida      | 17 februari  |
| 2  | Daytona 500               | Daytona International Speedway, Daytona Beach, Florida      | 10 februari  |
| 3  | Richmond 500              | Richmond Fairgrounds Raceway, Richmond, Virginia            | 27 februari  |
| 4  | Carolina 500              | North Carolina Speedway, Rockingham, North Carolina         | 13 mars      |
| 5  | Atlanta 500               | Atlanta International Raceway, Hampton, Georgia             | 20 mars      |
| 6  | Gwyn Staley 400           | North Wilkesboro Speedway, North Wilkesboro, North Carolina | 27 mars      |
| 7  | Rebel 500                 | Darlington Raceway, Darlington, South Carolina              | 3 april      |
| 8  | Southeastern 500          | Bristol International Speedway, Bristol, Tennessee          | 17 april     |
| 9  | Virginia 500              | Martinsville Speedway, Martinsville, Virginia               | 24 april     |
| 10 | Winston 500               | Alabama International Motor Speedway, Talladega, Alabama    | 1 maj        |
| 11 | Music City USA 420        | Nashville Speedway, Nashville, Tennessee                    | 7 maj        |
| 12 | Mason-Dixon 500           | Dover Downs International Speedway, Dover, Delaware         | 15 maj       |
| 13 | World 600                 | Charlotte Motor Speedway, Concord, North Carolina           | 29 maj       |
| 14 | Riverside 400             | Riverside International Raceway, Riverside, Kalifornien     | 12 juni      |
| 15 | Cam 2 Motor Oil 400       | Michigan International Speedway, Brooklyn, Michigan         | 19 juni      |
| 16 | Firecracker 400           | Daytona International Speedway, Daytona Beach, Florida      | 4 juli       |
| 17 | Nashville 420             | Nashville Speedway, Nashville, Tennessee                    | 16 juli      |
| 18 | Coca-Cola 500             | Pocono Raceway, Long Pond, Pennsylvania                     | 31 juli      |
| 19 | Talladega 500             | Alabama International Motor Speedway, Talladega, Alabama    | 7 augusti    |
| 20 | Champion Spark Plug 400   | Michigan International Speedway, Brooklyn, Michigan         | 22 augusti   |
| 21 | Volunteer 500             | Bristol International Speedway, Bristol, Tennessee          | 28 augusti   |
| 22 | Southern 500              | Darlington Raceway, Darlington, South Carolina              | 5 september  |
| 23 | Capital City 400          | Richmond Fairgrounds Raceway, Richmond, Virginia            | 11 september |
| 24 | Delaware 500              | Dover Downs International Speedway, Dover, Delaware         | 18 september |
| 25 | Old Dominion 500          | Martinsville Speedway, Martinsville, Virginia               | 25 september |
| 26 | Wilkes 400                | North Wilkesboro Speedway, North Wilkesboro, North Carolina | 2 oktober    |
| 27 | National 500              | Charlotte Motor Speedway, Concord, North Carolina           | 9 oktober    |
| 28 | American 500              | North Carolina Speedway, Rockingham, North Carolina         | 23 oktober   |
| 29 | Dixie 500                 | Atlanta International Raceway, Hampton, Georgia             | 6 november   |
| 30 | Los Angeles Times 500     | Ontario Motor Speedway, Ontario, Kalifornien                | 20 november  |

## Resultat
| Nr | Tävling                    | Pole position   | Flest ledda varv | Vinnare         | Team/ bilägare              | Konstruktör | Rapport |
| -- | -------------------------- | --------------- | ---------------- | --------------- | --------------------------- | ----------- | ------- |
| 1  | Winston Western 500        | Cale Yarborough | Cale Yarborough  | David Pearson   | Wood Brothers Racing        | Mercury     | Rapport |
| KV | 125 Mile Qualifying Race 1 | Donnie Allison  | Richard Petty    | Richard Petty   | Petty Enterprises           | Dodge       | Rapport |
| KV | 125 Mile Qualifying Race 2 | A.J. Foyt       | Cale Yarborough  | Cale Yarborough | Junior Johnson & Associates | Chevrolet   | Rapport |
| 2  | Daytona 500                | Donnie Allison  | Cale Yarborough  | Cale Yarborough | Junior Johnson & Associates | Chevrolet   | Rapport |
| 3  | Richmond 500               | Neil Bonnett    | Cale Yarborough  | Cale Yarborough | Junior Johnson & Associates | Chevrolet   | Rapport |
| 4  | Carolina 500               | Donnie Allison  | Richard Petty    | Richard Petty   | Petty Enterprises           | Dodge       | Rapport |
| 5  | Atlanta 500                | Richard Petty   | Cale Yarborough  | Richard Petty   | Petty Enterprises           | Dodge       | Rapport |
| 6  | Gwyn Staley 400            | Neil Bonnett    | Cale Yarborough  | Cale Yarborough | Junior Johnson & Associates | Chevrolet   | Rapport |
| 7  | Rebel 500                  | David Pearson   | David Pearson    | Darrell Waltrip | DiGard Motorsports          | Chevrolet   | Rapport |
| 8  | Southeastern 500           | Cale Yarborough | Cale Yarborough  | Cale Yarborough | Junior Johnson & Associates | Chevrolet   | Rapport |
| 9  | Virginia 500               | Neil Bonnett    | Cale Yarborough  | Cale Yarborough | Junior Johnson & Associates | Chevrolet   | Rapport |
| 10 | Winston 500                | A.J. Foyt       | Donnie Allison   | Darrell Waltrip | DiGard Motorsports          | Chevrolet   | Rapport |
| 11 | Music City USA 420         | Darrell Waltrip | Cale Yarborough  | Benny Parsons   | DeWitt Racing               | Chevrolet   | Rapport |
| 12 | Mason-Dixon 500            | Richard Petty   | David Pearson    | Cale Yarborough | Junior Johnson & Associates | Chevrolet   | Rapport |
| 13 | World 600                  | Richard Petty   | Richard Petty    | Richard Petty   | Petty Enterprises           | Dodge       | Rapport |
| 14 | Riverside 400              | Richard Petty   | Richard Petty    | Richard Petty   | Petty Enterprises           | Dodge       | Rapport |
| 15 | Cam 2 Motor Oil 400        | David Pearson   | Cale Yarborough  | Cale Yarborough | Junior Johnson & Associates | Chevrolet   | Rapport |
| 16 | Firecracker 400            | Neil Bonnett    | Richard Petty    | Richard Petty   | Petty Enterprises           | Dodge       | Rapport |
| 17 | Nashville 420              | Benny Parsons   | Darrell Waltrip  | Darrell Waltrip | DiGard Motorsports          | Chevrolet   | Rapport |
| 18 | Coca-Cola 500              | Darrell Waltrip | Benny Parsons    | Benny Parsons   | DeWitt Racing               | Chevrolet   | Rapport |
| 19 | Talladega 500              | Benny Parsons   | Donnie Allison   | Donnie Allison  | Ellington Racing            | Chevrolet   | Rapport |
| 20 | Champion Spark Plug 400    | David Pearson   | Cale Yarborough  | Darrell Waltrip | DiGard Motorsports          | Chevrolet   | Rapport |
| 21 | Volunteer 500              | Cale Yarborough | Cale Yarborough  | Cale Yarborough | Junior Johnson & Associates | Chevrolet   | Rapport |
| 22 | Southern 500               | Darrell Waltrip | Darrell Waltrip  | David Pearson   | Wood Brothers Racing        | Mercury     | Rapport |
| 23 | Capital City 400           | Benny Parsons   | Neil Bonnett     | Neil Bonnett    | Jim Stacy Racing            | Dodge       | Rapport |
| 24 | Delaware 500               | Neil Bonnett    | Benny Parsons    | Benny Parsons   | DeWitt Racing               | Chevrolet   | Rapport |
| 25 | Old Dominion 500           | Neil Bonnett    | Cale Yarborough  | Cale Yarborough | Junior Johnson & Associates | Chevrolet   | Rapport |
| 26 | Wilkes 400                 | Richard Petty   | Darrell Waltrip  | Darrell Waltrip | DiGard Motorsports          | Chevrolet   | Rapport |
| 27 | National 500               | David Pearson   | Benny Parsons    | Benny Parsons   | DeWitt Racing               | Chevrolet   | Rapport |
| 28 | American 500               | Donnie Allison  | Donnie Allison   | Donnie Allison  | Ellington Racing            | Chevrolet   | Rapport |
| 29 | Dixie 500                  | Sam Sommers     | Donnie Allison   | Darrell Waltrip | DiGard Motorsports          | Chevrolet   | Rapport |
| 30 | Los Angeles Times 500      | Richard Petty   | Neil Bonnett     | Neil Bonnett    | Jim Stacy Racing            | Dodge       | Rapport |